# IEEE 802.11ax
IEEE 802.11ax ist ein Standard für drahtlose Netzwerke (WLAN), der Marketingbegriff der Wi-Fi Alliance lautet Wi-Fi 6. Die Entwicklung begann 2014, erste Geräte mit Wi-Fi 6 kamen Ende des Jahres 2019 auf den Markt.
Der Standard ist der Nachfolger von 802.11ac und verwendet neben dem ISM-Band bei 5 GHz auch wieder das 2,4-GHz-Band. Er bietet eine theoretische Bruttodatenrate von bis zu 4.804 Mbit/s unter idealen Bedingungen. In der Praxis ist der Unterschied für Privatanwender jedoch häufig kaum spürbar.

## 6-GHz-Band
Unter dem Werbebegriff Wi-Fi 6E kann der Frequenzbereich bei 6 GHz genutzt werden, welcher für kurze Entfernungen gedacht ist.
Die EU hat die Nutzung des 6-GHz-Frequenzbandes im Juni 2023 in der EN 303 687 V1.1.1 „6 GHz WAS/RLAN; Harmonised Standard for access to radio spectrum“ beschrieben. Der Standard umfasst den Frequenzbereich von 5,925 GHz bis 6,425 GHz.
Die Bundesnetzagentur hat im Juli 2021 für Deutschland ein Spektrum von 480 MHz im 6-GHz-Bereich (5,945 GHz–6,425 GHz) freigegeben.
Das BAKOM hat im Jahr 2022 für die Schweiz das Funkspektrum von 5945 MHz bis 6425 MHz für WiFi 6E freigegeben.
Die FCC hat im April 2020 als erste diesen Frequenzblock für WLAN freigegeben, wobei der ganze 6-GHz-Bereich (5,925–7,125 GHz) verwendet wird, ähnlich wie in Kanada, Brasilien, Südkorea u. a.